# 高鐵路 (高雄市)
高鐵路（Gaotie Rd.）為高雄市的重要幹道，起端銜接仁武區高楠公路，末端於左營區接曾子路、續接文寧街，也是來往高鐵左營站的道路。

## 行經行政區域
（由北至南）
- 仁武區高楠里
- 左營區
  - 福山里
  - 菜公里

## 沿線設施
（由北至南）
- 高雄市左營區文府國民小學
- 高鐵左營站、高雄捷運紅線左營站（共站）
- 新光三越左營店

## 公車資訊
出高鐵左營站可在高鐵候車出口搭乘
- 南台灣客運
  - 3 高鐵左營站－捷運巨蛋站－市立美術館
  - 16  高鐵左營站－捷運巨蛋站－高雄應用科技大學
  - 紅50  高鐵左營站－捷運生態園區站
  - 紅60  高鐵左營站－仁武－大社－加昌站
  - 紅61  高鐵左營站－長庚醫院
  - 90 民族幹線  高鐵左營站－捷運三多商圈站
- 漢程客運
  - 92 自由幹線 金獅湖站－高鐵左營站－高雄火車站
  - 紅35  金獅湖站－高鐵左營站－捷運凹子底站
- 高雄客運
  - 8025 高雄火車站－國道十號－旗山－美濃－六龜－寶來（返程經高鐵左營站）
  - 8038  高雄火車站－國道十號－旗山－美濃－六龜－寶來
- 高雄客運、屏東客運、國光客運聯營
  - 9127 （經台88線、台27線）
    - 高鐵左營站－高雄火車站－新園－東港－大鵬灣

  - 9188 （經台88線、國道三號）
    - 高鐵左營站－高雄火車站－林邊－枋寮－楓港－墾丁－鵝鑾鼻

  - 9189 「墾丁快捷」（經鼎金系統交流道、台88線、國道三號）
    - 高鐵左營站－枋寮－楓港－恆春－墾丁
- 義大客運
  - 8501 義大世界－高鐵左營站（部分班次延駛至佛光山）

## 公共自行車
- 高雄市公共自行車租賃系統：
  - 高鐵左營基地：高鐵路1999號(前人行道)
  - 文府國小(高鐵路)：高鐵路/重忠路口(東北側)
  - 幸福公園(高鐵路側)：高鐵路123號(前人行道)
  - 高鐵左營站：高鐵路107號
  - 高鐵重信路口東側：重信路608號旁
  - 高鐵大中二路口：高鐵路/大中二路(西北側)
  - 原生植物園(靠高鐵路側)：曾子路535號(旁人行道)

## 相關連結
- 高雄市主要道路列表